# 6,5 mm Grendel
Il 6,5 mm Grendel (6,5 × 39 mm) è una cartuccia intermedia disegnata da Arne Brennan, Bill Alexander e Janne Pohjoispää come una munizione a basso rilascio, ad alta precisione specificatamente realizzata per l'AR-15. È una variante migliorata del 6mm PPC. Fin dalla sua introduzione, si ha dimostrato di avere un design molto versatile ed è stato introdotto in altre armi da fuoco, tra cui i fucili con sistema Kalashnikov.
Il nome "6,5 mm Grendel" era un marchio di proprietà della Alexander Arms fino a quando fu rilasciato legalmente per permettere alla cartuccia di diventare standardizzata SAAMI.